# Де-Фриз (посёлок)

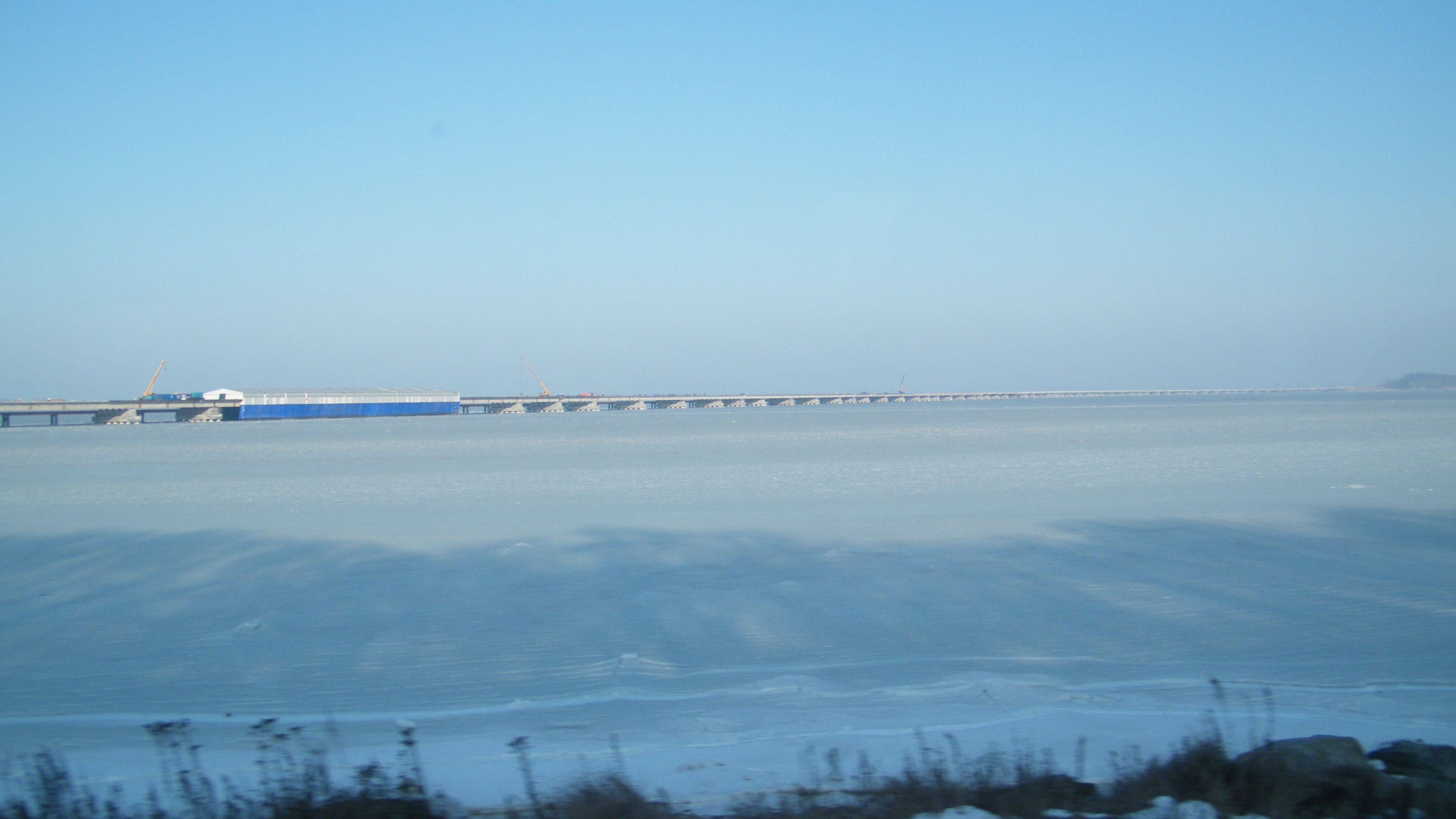
Низководная автомобильная эстакада и газопровод Седанка — Де-Фриз

Де-Фриз — посёлок в Надеждинском районе Приморского края. Входит в Надеждинское сельское поселение.

## Название
Посёлок назван в честь Джеймса Корнелиуса Де Фриза, предпринимателя, переселившегося во Владивосток из Нидерландов в 1864 году.

## История
В справочнике «Приморский край. Административно-территориальное деление на 1 января 1968 г.» указана дата образования посёлка Де-Фриз – 1930 год, когда был организован совхоз № 1 Морфло-та. Год за годом посёлок отсчитывал свой «советский» возраст, но в конце июля 2005 года жители вернули Де-Фризу подзабытое прошлое и отпраздновали 140-летие с момента настоящего образования. Современный Де-Фриз ведёт своё начало от небольшого частного имения.
После смерти Де Фризов в 1882, наследники распродали хозяйство и земли на полуострове разным покупателям.
В 1892 году Гольденштедт Карл Георгиевич приобрёл 600 десятин земли на полуострове Де-Фриз. Владения Карла Гольденштедта с 600 десятин разрослись почти до 750, число рабочих к 1908 году доходило до 300 человек. 
После революции и Гражданской войны некогда образцовое хозяйство пришло в запустение.
В 1927 году Новогеоргиевское имение перестало существовать.
В январе 1928 Газета «Красное знамя» сообщала: окружное земельное управление «в связи с окончанием аренды прежнего владельца» предложило Государственному дальневосточному университету (ГДУ) взять полуостров в арендное пользование для организации здесь опытной животноводческой фермы агрономического факультета. 
В 1930 году земли передали организуемому предприятию Морфлота – совхозу № 1.
В 1960 году совхоз стал одним из 7 сельскохозяйственных предприятий Тихоокеанского флота России.
В 1998 году в связи с сокращением флота отпала надобность и в совхозе. Большинство жителей посёлка остались без работы, перешли на обработку своих огородов.

## География
Де-Фриз расположен на одноимённом полуострове, омывается водами Амурского и Углового заливов. Высота над уровнем моря 1 м.
Посёлок связан автомобильной дорогой длиной 13 км с федеральной трассой М60 «Уссури».
Расстояние до райцентра, посёлка Вольно-Надеждинское, по дороге составляет 17 км, до Владивостока — 14 км.
Ближайшая платформа электропоезда Весенняя расположена в 5 км к западу, на противоположной стороне Углового залива.

## Население
| 2002 | 2004 | 2005 | 2008 | 2010 |
| ---- | ---- | ---- | ---- | ---- |
| 77   | ↗83  | ↘79  | ↘65  | ↘48  |